# O2 TV
O2 TV byla jedna z nejpoužívanějších digitálních televizí v Česku, provozovaná společností O2 Czech Republic. O2 TV nabízí množství sportovních, filmových, zpravodajských, dokumentárních, hudebních, dětských i zahraničních kanálů. Je možné ji zapnout nejen na televizi pomocí set-top boxu, ale i na počítači, tabletu, mobilu nebo chytré televizi pomocí O2 TV aplikace nebo ve webovém prohlížeči. Všechny pořady lze zpětně zhlédnout po dobu 7 dní nebo si je nahrát až na 30 dní. V nabídce je také mnoho filmů v O2 TV videotéce. O2 TV nabízí 3 hlavní tarify sledování a několik doplňkových balíčků. O2 Czech Republic navíc nabízí i tarif O2 TV Modrá jako automatickou součást Internetu HD nebo balíčku O2 Spolu.
Dne 25. února 2025 bylo oznámeno sloučení platforem O2 TV a Voyo pod novou značkou Oneplay.
Zákazníci O2TV byly postupně převáděni na novou platformu Oneplay, migrace dokončena v červenci 2025. Dokončením migrace platforma O2TV definitivně zanikla.

## Tarify
Základní tarify, které O2 TV nabízí byly: 
- O2 TV Zlatá
- O2 TV Stříbrná
- O2 TV Bronzová

Pro uživatele O2 Internetu HD nebo balíčku O2 Spolu bylo možné využít tarif O2 TV Modrá, který byl v ceně produktu.

## Balíčky
O2 TV ke svým základním tarifům nabízí i možnost dokoupení jednotlivých balíčků, které obsahují různé prémiové kanály či speciální funkce: 
- Rodinné sledování - pro sledování až na 3 zařízeních zároveň
- Balíček Kino - 4 HD kanály + HBO Max a HBO OD
- Balíček Svět - zahraniční kanály
- Sport plus - výběr nejlepších sportovních kanálů
- HBO a sport - výběr oblíbených sportovních a filmových kanálů

## Vlastní kanály
O2 TV nabízelo i řadu vlastních kanálů, zejména pro fanoušky sportů: 
- O2 TV Sport
- O2 TV Fotbal
- O2 TV Info

## Funkce
O2 TV nabízí tyto funkce: 
- úvodní obrazovka třídí pořady podle žánrů
- zpětné zhlédnutí až 7 dní po odvysílání pořadu
- pauza a zpětné přetáčení pořadu
- nahrávání až 100 hodin záznamu na 30 dní
- sledování programů na více zařízeních
- více než 1000 filmů v O2 TV videotéce
- možnost vybrat původní znění s titulky
- výběr ze všech probíhajících zápasů